# TKS (vaisseau spatial)
TKS (abrégé du russe : Транспортный корабль снабжения/ Transportny korabl snabjenia c'est-à-dire vaisseau de transport pour le ravitaillement) est un vaisseau spatial soviétique développé à la fin des années 1960 pour assurer la relève des équipages et le ravitaillement de la station spatiale militaire Almaz. Conçu par Vladimir Tchelomeï, TKS est composé de deux modules : le module VA qui permet de transporter un équipage de trois personnes en le ramenant sur Terre et le module pressurisé FGB qui permet de transporter le ravitaillement de la station pour 90 jours. Le vaisseau pèse 20 tonnes, mesure plus de 13 mètres de long et est mis en orbite par le lanceur Proton. Plusieurs exemplaires sont testés sans équipage puis ravitaillent entre 1981 et 1985 les stations Saliout 6 et 7. L'arrêt du développement de la station Almaz fin 1981 entraine celui du vaisseau TKS. La combinaison Soyouz pour la relève des équipages et du vaisseau cargo Progress prendra en charge le rôle du vaisseau TKS par la suite. La partie cargo FGB sera à la base de plusieurs modules de la station spatiale Mir et des modules russes Zarya et Nauka  de la Station spatiale internationale.

## Historique
Le projet de station spatiale militaire Almaz est proposé en 1964 par l'ingénieur soviétique Vladimir Tchelomeï responsable du bureau d'études aérospatial OKB-52 basé à Reoutov dans le contexte de la guerre froide qui oppose l'URSS aux États-Unis. Le bureau d'études produit à l'époque des missiles de croisière et Tchelomei propose que ceux-ci soient guidés vers les flottes de l'OTAN par des satellites équipés de radar. La station spatiale Almaz est l'aboutissement de cette idée : elle doit être équipée d'une batterie de capteurs (optiques, électromagnétiques et radar) qui sont mis en œuvre par un équipage embarqué. Almaz est approuvé en octobre 1965 par les dirigeants soviétiques rendus inquiets par le programme de station spatiale militaire  MOL de l'Armée de l'Air américaine lancé officiellement en aout 1965. 
La station spatiale est conçue pour être occupée par un équipage de trois personnes et a une durée de vie d'un à deux ans. Il est prévu que durant ce laps de temps trois équipages séjournant chacun deux mois, se relaient dans la station spatiale. Ses dimensions et sa masse sont définies par les capacités du lanceur lourd soviétique Proton (environ 20 tonnes en orbite basse) en cours de mise au point par le bureau d'études de Tchelomei lors de la conception du projet. 
Dans la version prévue à l'origine, la station spatiale est lancée avec un module de retour (Vozvrashemui Apparat ou VA) qui permet à l'équipage de revenir au sol. Comme dans le cas de la station MOL, l'équipage du VA accède à la station spatiale par une écoutille percée dans le bouclier thermique. La station Almaz ne sera jamais lancée dans cette configuration. Pour la relève des équipages et le ravitaillement de la station, Le bureau d'études propose de développer un vaisseau spécifique, le TKS, beaucoup plus lourd que le vaisseau Soyouz (20 tonnes contre 7 tonnes) qui est également lancé par la fusée Proton.

## Caractéristiques techniques
Le vaisseau TKS (Transportniy Korabl Snabzheniya) est composé de deux modules : la capsule VA  (pour Vozvraschaemyi Apparat c'est-à-dire véhicule de retour) dans lequel se tient l'équipage et qui revient sur Terre et le module pressurisé FGB (en russe : ФГБ - Функциональный Грузовой Блок : Funktionalniy Gruzovoy Blok pour Functional/Cargo Block « Module cargo/fonctionnel » en français) utilisé pour le transport du fret.

### Le module VA

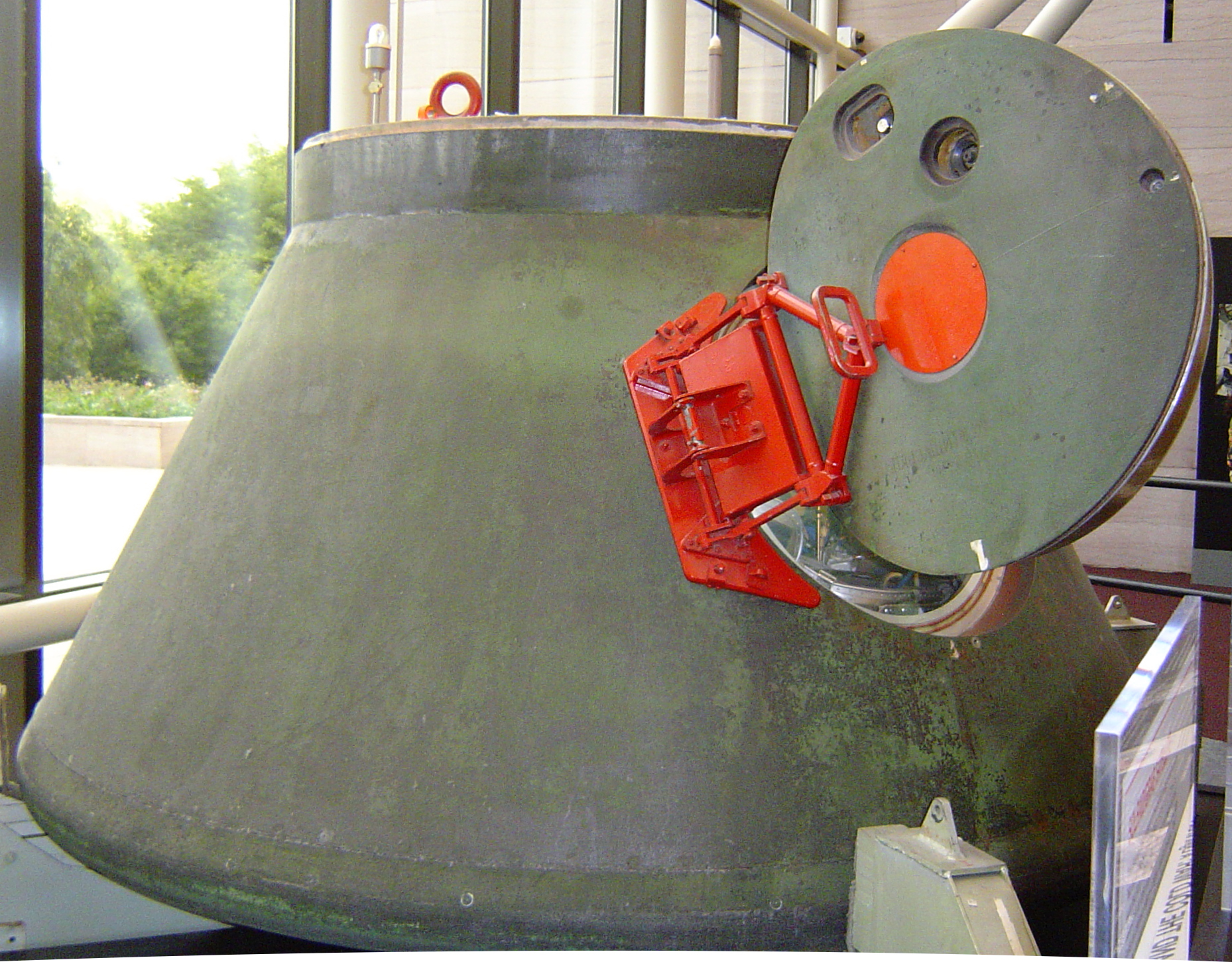
Le module VA dans sa configuration postérieure au retour sur Terre.

Le module VA est un vaisseau compact de conception proche du module de commande Apollo mais d'une taille inférieure de 30 %. D'une masse de 3,8 tonnes, il permet de transporter dans un volume de 4,56 m3, 3 cosmonautes. Il comporte son propre système de contrôle environnemental, des moteurs permettant le contrôle d'attitude et des rétrofusées pour déclencher la rentrée atmosphérique. Il dispose d'une autonomie de 31 heures, mais dans son utilisation nominale, le retour sur Terre est déclenché après avoir bouclé deux orbites. Pour l'atterrissage, il dispose d'un parachute et de moteurs permettant de réduire sa vitesse à l'arrivée au sol. Le module VA dérive du vaisseau LK-1, développé dans les années 1960 par Tchelomeï pour des missions circumlunaires.
De forme conique, sa conception présente des caractéristiques absentes des autres modèles soviétiques, mais qui sont proches des vaisseaux américains  Gemini et Apollo. Il est surmonté au lancement par une tour de sauvetage, qui est chargée d'éloigner la capsule du lanceur si celui-ci est victime d'une défaillance durant le lancement. La tour de sauvetage est larguée une fois la phase critique du lancement achevée.
Le module VA communique avec le module FGB via une écoutille percée dans le bouclier thermique et située sous la couchette médiane. On retrouve cette architecture dans les vaisseaux américains Gemini B et Big Gemini développés pour la station militaire américaine Manned Orbital Laboratory de l'Armée de l'Air américaine. La rétrofusée et les moteurs chargés des manœuvres forment un ensemble cylindrique implanté sur le nez du vaisseau au sommet du cône. Le module VA est conçu pour être lancé avec un équipage par la fusée Proton en étant fixé au module cargo FGB ou à la station Almaz. Une fois amarré à la station spatiale, le module VA reste inoccupé jusqu'à son retour sur Terre. 
La désignation officielle du module VA est 11F74. Dans certains documents occidentaux le module VA est parfois nommé « Merkur » mais il s'agit d'une erreur.

### Le module FGB
Le module FGB est un vaisseau cargo pressurisé qui est relié au module VA par un tunnel de faible longueur. À l'opposé du module VA se trouve l'écoutille, le système d'amarrage à la station ainsi qu'un poste de contrôle et un hublot. Ceux-ci sont utilisés par le pilote pour les manœuvres d'amarrage. Le module peut transporter 6 700 kg de charge utile qui pouvait comporter 4 528 kg de fret stocké dans des rangements intérieurs et 3 822 kg de carburant pour la station.

### Caractéristiques techniques
- Équipage : trois personnes
- Durée de vie en orbite : 200 jours
- Orbite d'injection standard : 223 km × 266 km pour une inclinaison de 52° depuis la base de Baïkonour
- Longueur : 13,2 m
- Diamètre maximal : 4,15 m
- Envergure maximale : 17,00 m
- Volume habitable : 45 m3
- Masse : 17 510 kg
- Charge utile : 12 600 kg
- Poussée du moteur-fusée principal : 7 840 kN
- Ergols du moteur principal : N2O4/UDMH
- Masse des ergols : 3 822 kg
- Impulsion spécifique du moteur principal : 291 s
- Delta-v : 700 m/s
- Source puissance électrique : Panneaux solaires de 17 m d'envergure et d'une superficie de 40 m2
- Puissance électrique générée : 2,40 kW en moyenne

Schéma du vaisseau TKS
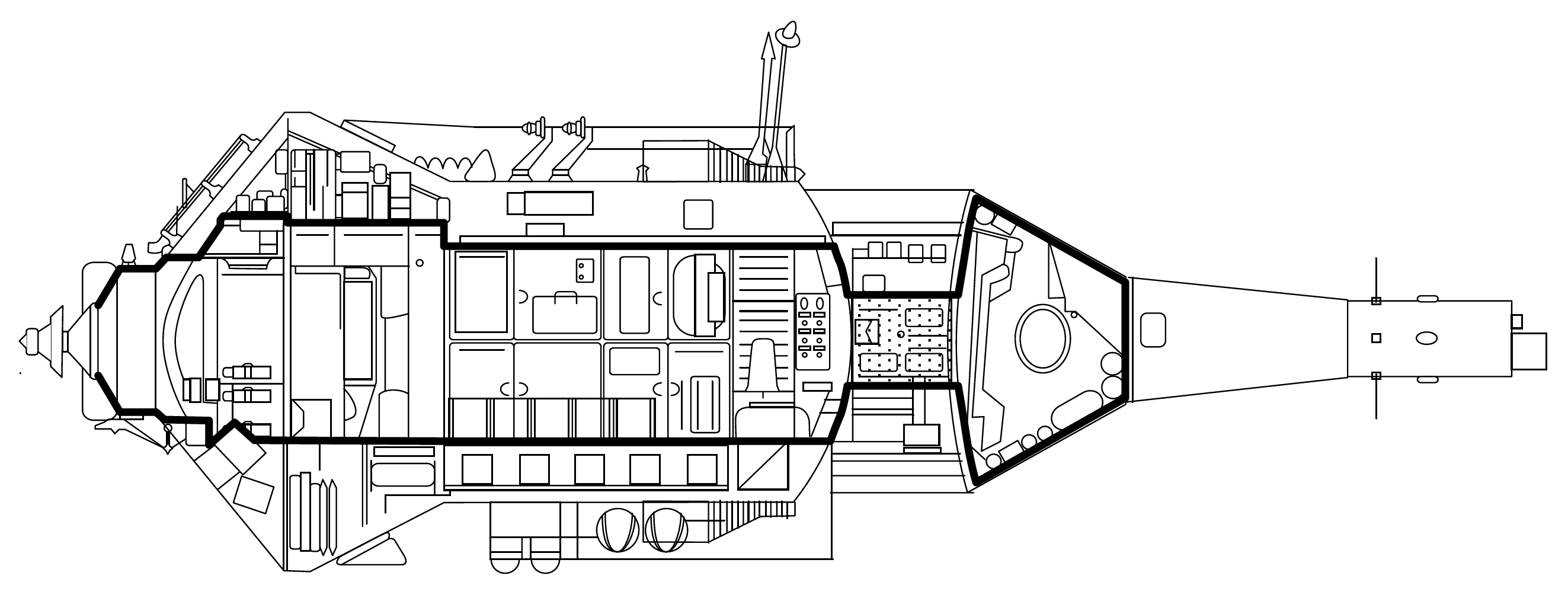
Le TKS en coupe

## Historique des missions

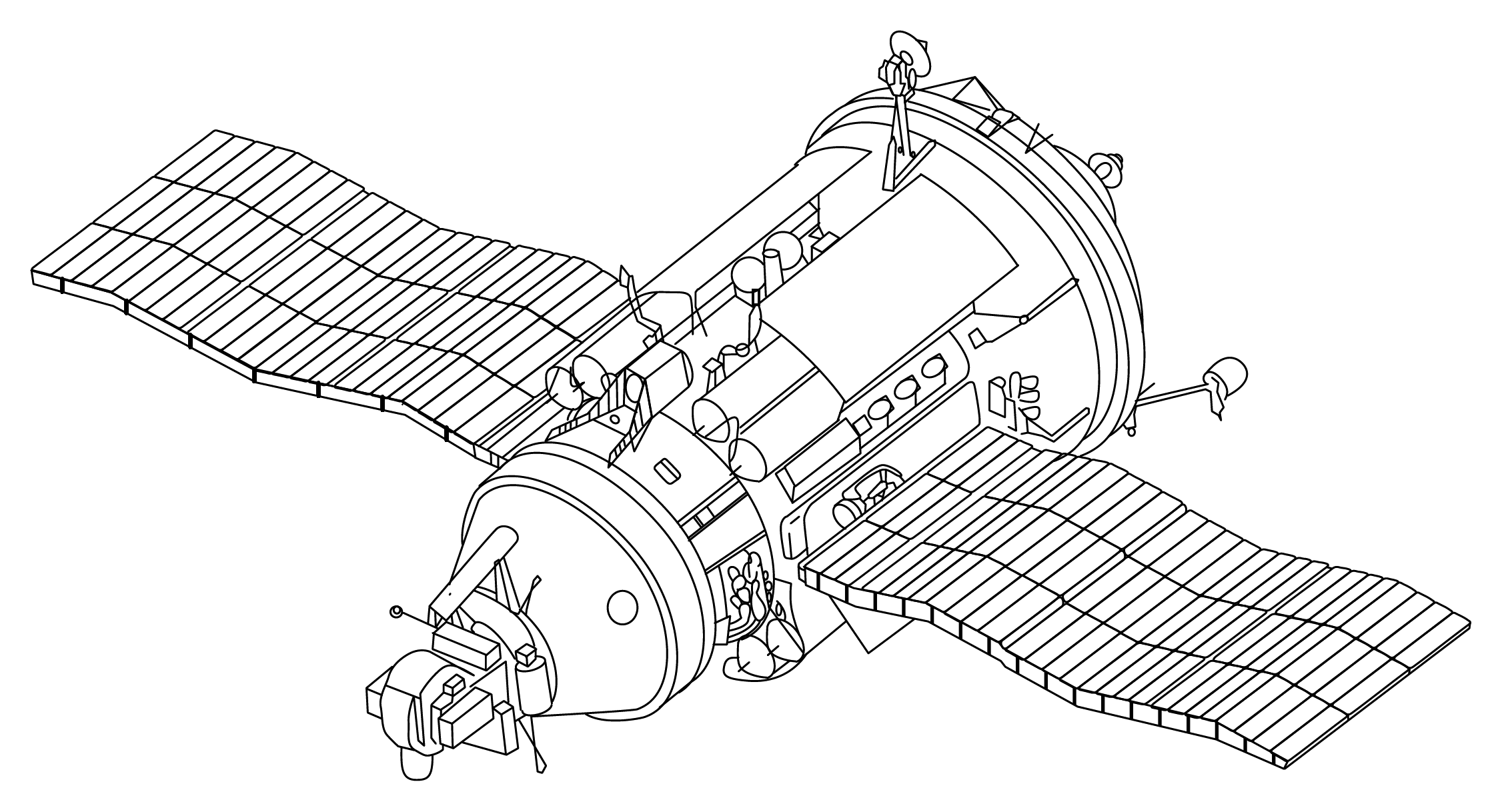
Cosmos 1686. La capsule de rentrée (à gauche) a été fortement modifiée pour accueillir des instruments scientifiques.

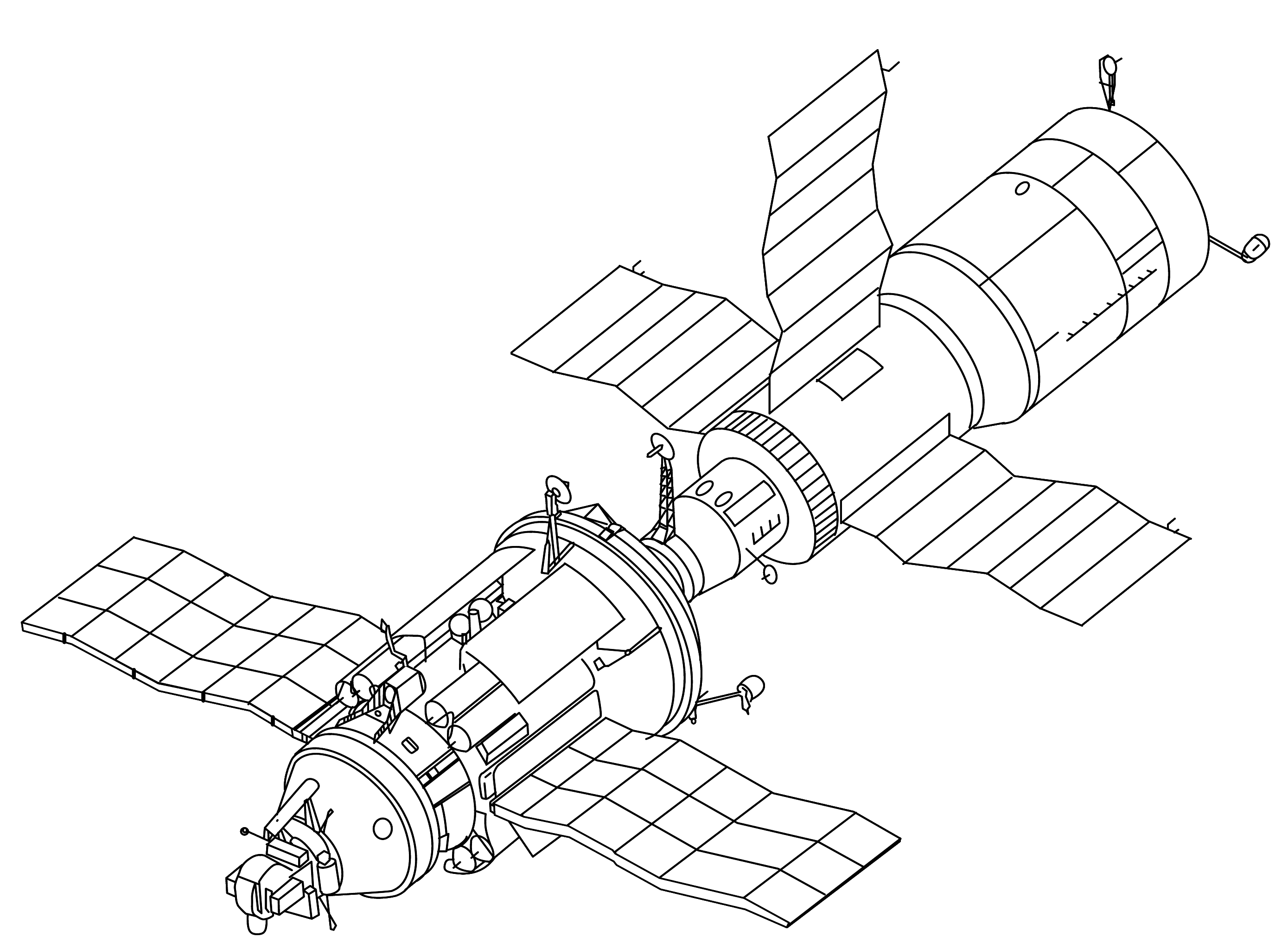
Cosmos 1686 et Saliout 7.

Le vaisseau TKS n'a pas dépassé la phase de tests du fait de l'annulation du projet de station militaire Almaz auquel il était associé. Les essais en vol qui se sont échelonnés entre 1977 et 1983 étaient de deux types. Des tests du module VA seul : pour ces essais, le lanceur Proton plaçait en orbite simultanément deux modules VA superposés. Seul le module placé en position supérieure disposait d'une tour de sauvetage. Une fois en orbite, des tests distincts étaient réalisés avec les deux modules. Après une ou deux orbites, ceux-ci revenaient sur Terre. Le deuxième type d'essai portait sur le vaisseau entier (vols notés TKS-x). Il était prévu qu'un équipage embarque durant les vols d'essai finaux mais les responsables soviétiques y renoncèrent compte tenu du manque de fiabilité du lanceur Proton. 

### Test des modules VA de décembre 1976
Cosmos 881 et Cosmos 882, deux capsules VA, sont lancées ensemble le 15 décembre 1976,. Cosmos 881 est injecté sur une orbite de 198 km par 233 km, avec une inclinaison de 51,6° et Cosmos 882 est placé sur une orbite de 189 km par 213 km, avec la même inclinaison. Les deux capsules accomplissent les tests prévus en orbite avant de revenir sur Terre sans encombre.

### Test du vaisseau complet TKS-1 (juillet 1977)
TKS-1 est le premier vol du vaisseau TKS complet, c'est-à-dire comportant un module FGB et une capsule VA. Il est lancé sans équipage sous l'appellation Cosmos 929 le 17 juillet 1977. La capsule VA revient sur Terre en août 1977. Le reste de l'engin spatial est désorbité le 2 février 1978.

### Test des modules VA d'août 1977
Deux capsules VA sont lancées le 4 août 1977 pour un vol suborbital mais, 40 secondes après le lancement, la fusée Proton est victime d'un dysfonctionnement. La capsule en position supérieure et donc équipée d'une tour de sauvetage est éjectée par cet équipement loin du lanceur et est récupérée.

### Test des modules VA de mars 1978
Le 30 mars 1978, deux capsules VA, Cosmos 997 et Cosmos 998, sont lancées conjointement,, réalisent les tests en orbite avant de revenir sur Terre.

### Test des modules VA de mai 1979
Le 23 mai 1979, deux capsules VA, Cosmos 1100 et Cosmos 1101, sont lancées ensemble,, réalisent les tests en orbite avant de revenir sur Terre.

### Test du vaisseau complet TKS-2 (avril 1981)
Le 25 avril 1981, le vaisseau TKS complet est lancé sans équipage dans le cadre de la mission TKS-2 : Cosmos 1267. Une fois en orbite, la capsule VA se détache et revient sur Terre 24 mai 1981. Le module FGB s'amarre à la station Saliout 6 le 19 juin après 57 jours de vol autonome. Il reste amarré à la station jusqu'à ce que l'ensemble soit désorbité et détruit le 29 juillet 1982.

### Test du vaisseau complet TKS-3 (mars 1983)
Le 2 mars 1983, le vaisseau TKS complet est lancé sans équipage dans le cadre de la mission TKS-3 : Cosmos 1443. Le vaisseau  s'amarre à la station Saliout 7 huit jours après le lancement, apportant 3 600 kg de fret. Il se détache de la station le 14 août. La capsule VA, après s'être détaché du module FGB, séjourne quatre jours dans l'espace pour tester ses capacités de vol autonome avant de revenir sur Terre le 23 août 1983. Le module VA atterrit à 100 km au sud-est d'Aralsk. Il ramène 350 kg de matériel provenant de la station. Le module FGB, de son côté, reste un mois en orbite avant d'être détruit en effectuant sa rentrée atmosphérique.

### TKS-4: module permanent de la station Saliout 7 (septembre 1985)
Ce dernier vol du vaisseau est à part dans la mesure où son objectif est d'en faire un module permanent solidaire de la station spatiale Saliout 7. Il n'est pas prévu que le module VA revienne au sol et tous les équipements associés à cette phase _ systèmes de support de vie, les sièges, et les contrôles de pilotage _ ont été démontés avant le lancement et ont été remplacés par des appareils photo à haute résolution et des capteurs optiques (télescope infrarouge et spectromètre Ozon). TKS-4 est lancé sans équipage sous l'appellation Cosmos 1686 le 27 septembre 1985. Le 21 novembre 1985, l'orbite de Saliout 7 est relevée en attendant l'arrivée d'un second équipage TKS. Mais par la suite, le contrôle de la station est perdu. Il était prévu que la station reçoive la visite d'un équipage de la navette spatiale soviétique Bourane mais le premier vol de la navette fut repoussé. Saliout 7 et Cosmos 1686 sont détruits le 7 février 1991 en effectuant leur rentrée atmosphérique au-dessus de l'Argentine.

## Véhicules et modules développés à partir du vaisseau TKS
Plusieurs modules de la station spatiale Mir et de la station spatiale internationale ont été développés sur la base du véhicule TKS :
- Le tracteur spatial Functional Service Module de Kvant-1, module de Mir
- Kvant-2, module de la station spatiale Mir
- Kristall, module de la station spatiale Mir
- Spektr, module de la station spatiale Mir
- Priroda, module de la station spatiale Mir
- Le vaisseau Polious
- Zarya, module de la station spatiale internationale
- Nauka, module de la station spatiale internationale

Plusieurs projets de vaisseau dérivés du vaisseau TKS ont été proposés :
- Logistics Transfer Vehicle (LTV), un FGB cargo d'une capacité de 10 tonnes de fret, à destination de l'ISS[11]
- Un vaisseau TKS d'une capacité de six personnes, proposé par Khrunichev[12]
- Une version destinée à des usages commerciaux, développée à partir d'exemplaires subsistants par Excalibur Almaz

## Les modules dérivés du vaisseau TKS

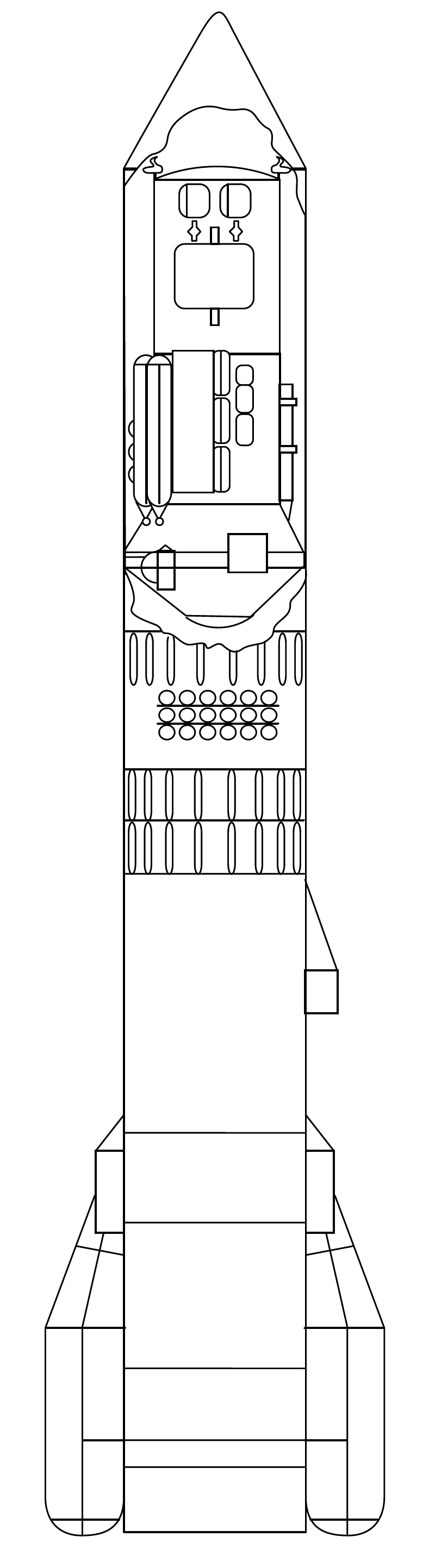
Coupe du vaisseau Polious
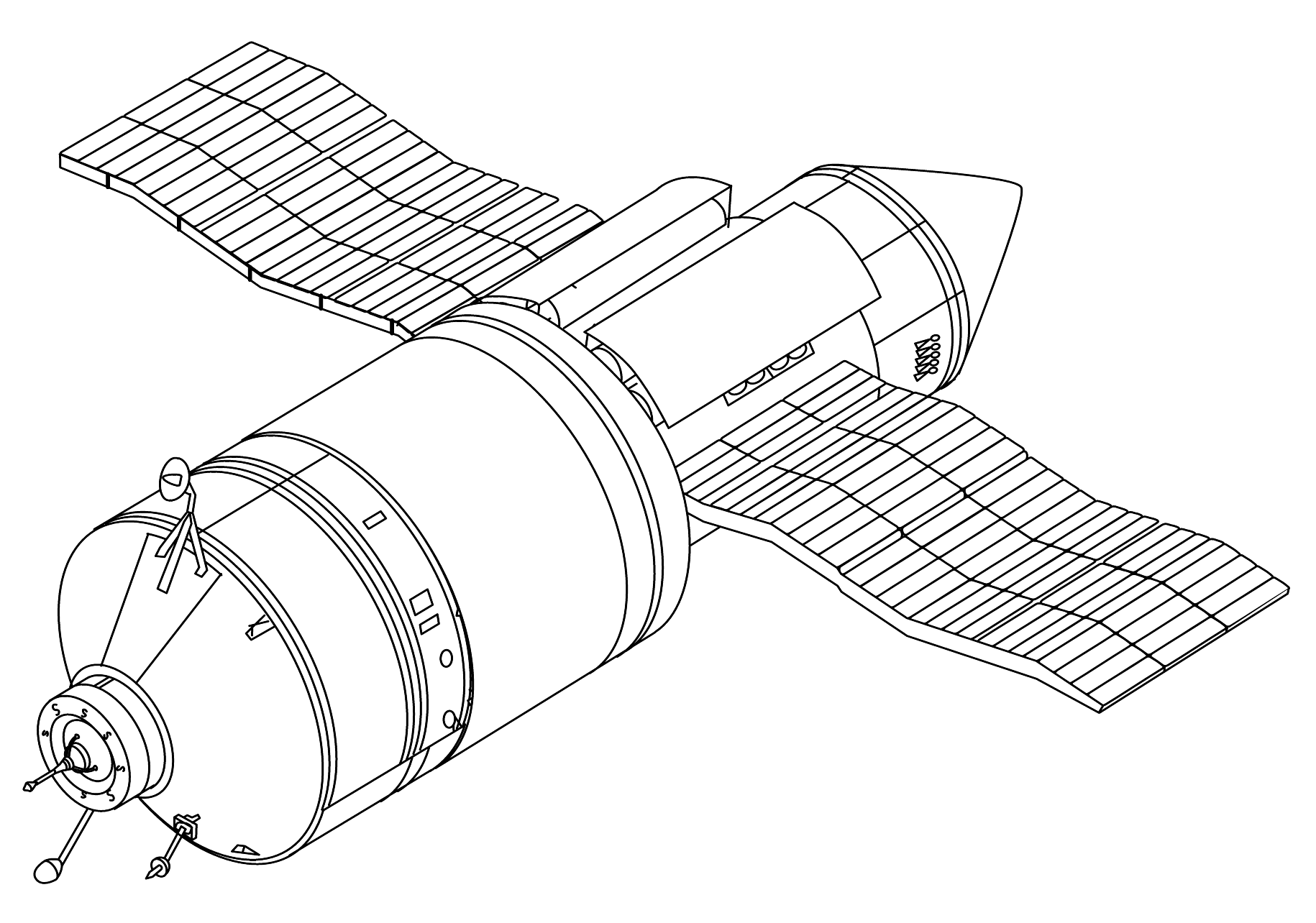
Kvant-1 avec son remorqueur orbital (Functional Service Module)
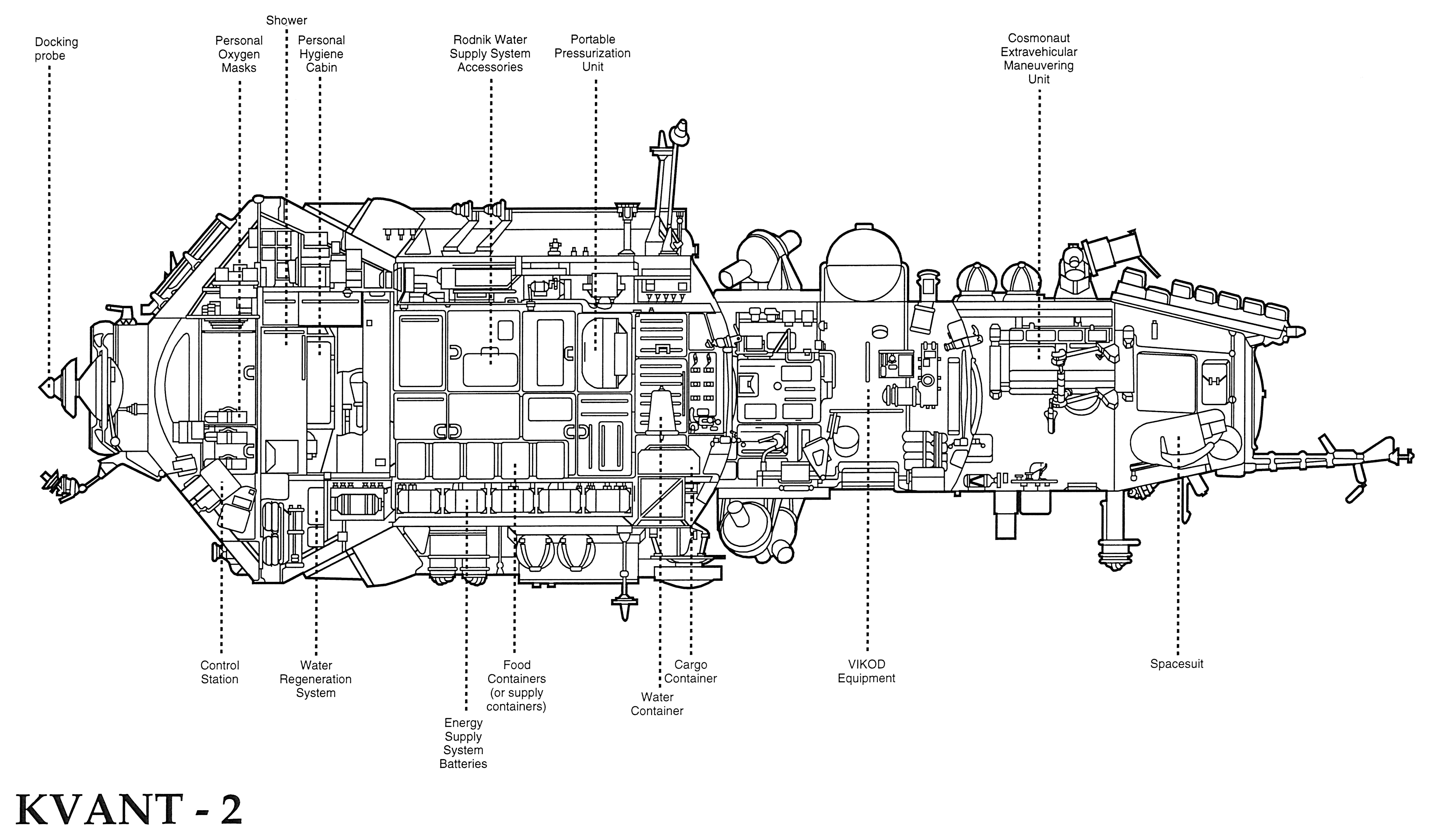
Vue en coupe de Kvant-2
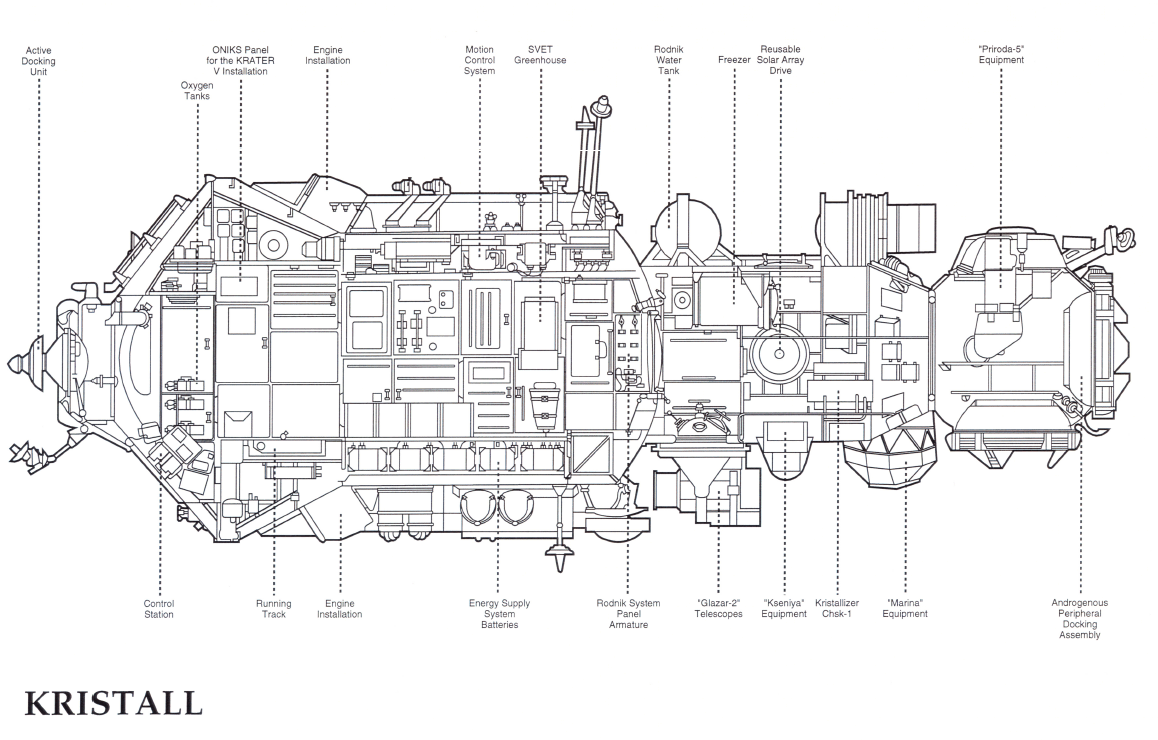
Vue en coupe de Kristall
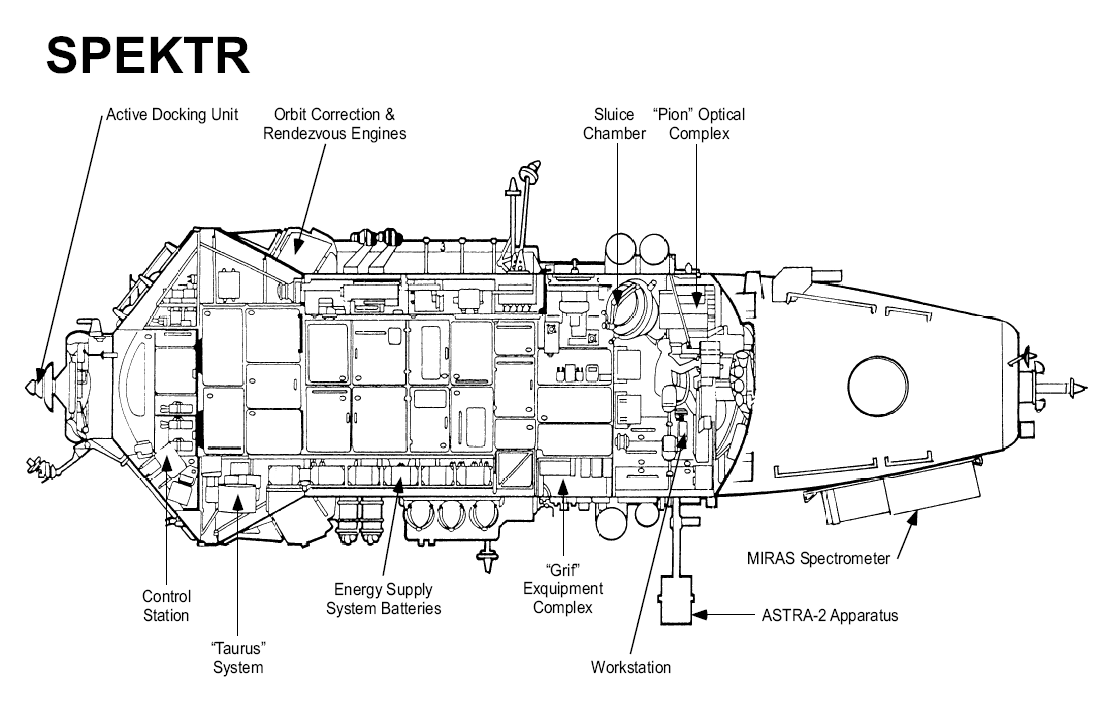
Vue en coupe de Spektr
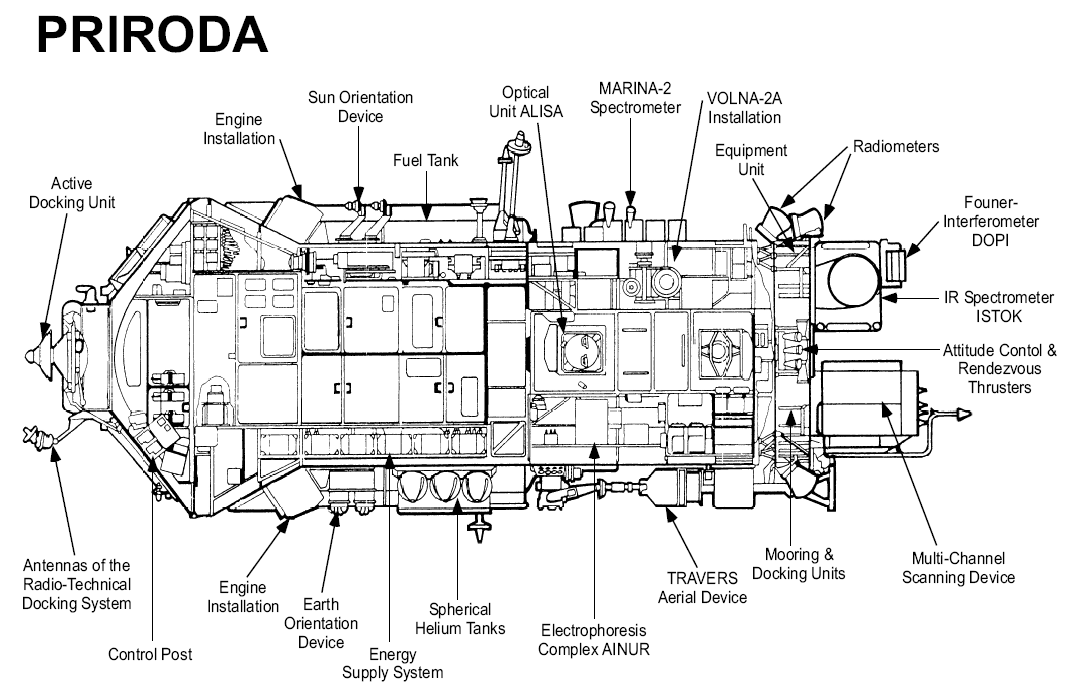
Vue en coupe de Priroda
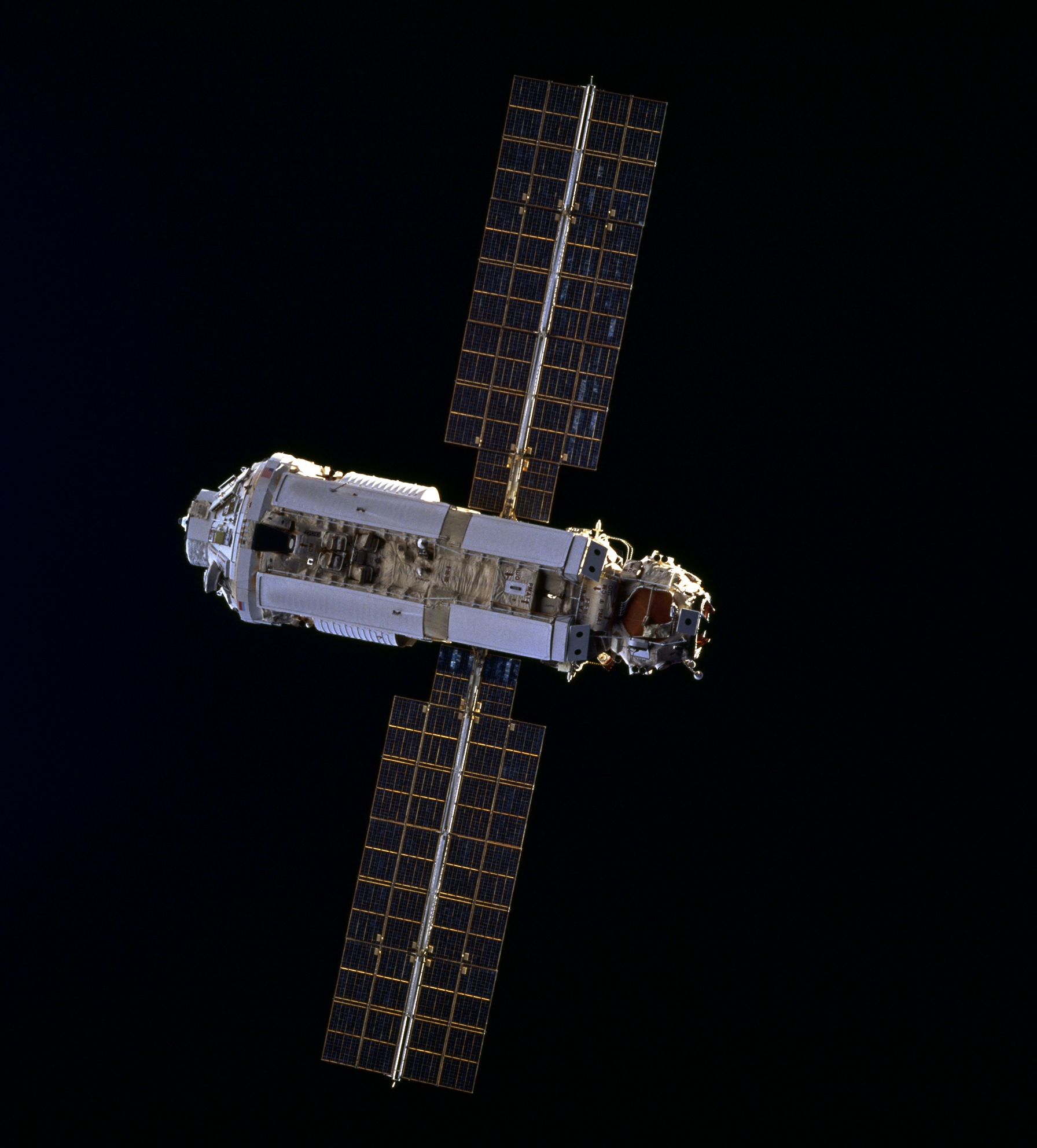
Module Zarya vu depuis STS-88
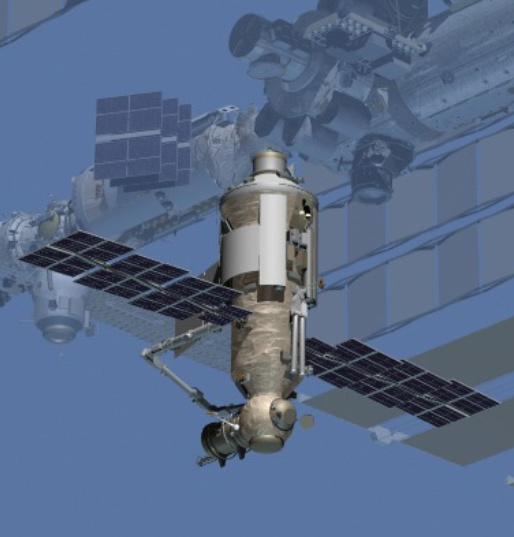
Nauka amarré à l'ISS